# 白峰社
白峰社（はくほうしゃ）は、1988年2月に設立された出版会社である。

## 沿革
- 1988年2月 東京都豊島区に白峰社を設立[2]
- 1991年5月 株式会社に組織変更
- 1997年1月 白峰社ビルに移転

## 日本の官公庁との関係
白峰社は日本の官公庁の資料等も印刷・出版している。
- 財務省

平成財政史 : 平成元～12年度 第6巻 財務省財務総合政策研究所財政史室 編
平成財政史 : 平成元～12年度 第1巻 財務省財務総合政策研究所財政史室 編
平成財政史 : 平成元～12年度 第7巻 財務省財務総合政策研究所財政史室 編
国際金融・対外関係事項 関税行政 財務省財務総合政策研究所財政史室
平成財政史 : 平成元-12年度 財務省財務総合政策研究所財政史室編
- 外務省

日本外交文書 占領期関係調書集 外務省 編集
日本外交文書 占領期第3巻 外務省 編集
日本外交文書 昭和期 3 (関係調書集) 外務省 編
日本外交文書 昭和期 3 第3巻 (昭和12-16年移民問題・雑件) 外務省 編
日本外交文書 昭和期 3 第2巻 (昭和12-16年欧州政情・通商問題) 外務省 編
日本外交文書 昭和期 3 第1巻 (昭和12-16年外交政策・外交関係) 外務省 編
- 厚生労働省

「雇用保険の失業等給付受給資格者のしおり」の印刷
- 文部科学省

【文化庁】宗教法人台帳管理システム及び宗教統計システムの改修等業務
- 豊島区役所

国保だより(令和2年6月発行)の印刷
平成30年度企画展パンフレット他の印刷
未来戦略推進プラン2017の編集・印刷
国保だより(平成29年6月発行)の印刷
豊島区立郷土資料館研究紀要『生活と文化』第26号他の印刷
「豊島区自転車等の利用と駐輪に関する総合計画」冊子の印刷